# Дуби — Голосіївські велетні
Дуби — Голосіївські велетні — ботанічна пам'ятка природи місцевого значення. Об'єкт розташований на території Голосіївського району Києва, Національний природний парк «Голосіївський», кв. 4 виділ 5.
Площа — 0 га, статус отриманий у 2016 році.
Два 400 — 500-річних дерева дуба черещатого

## Галерея

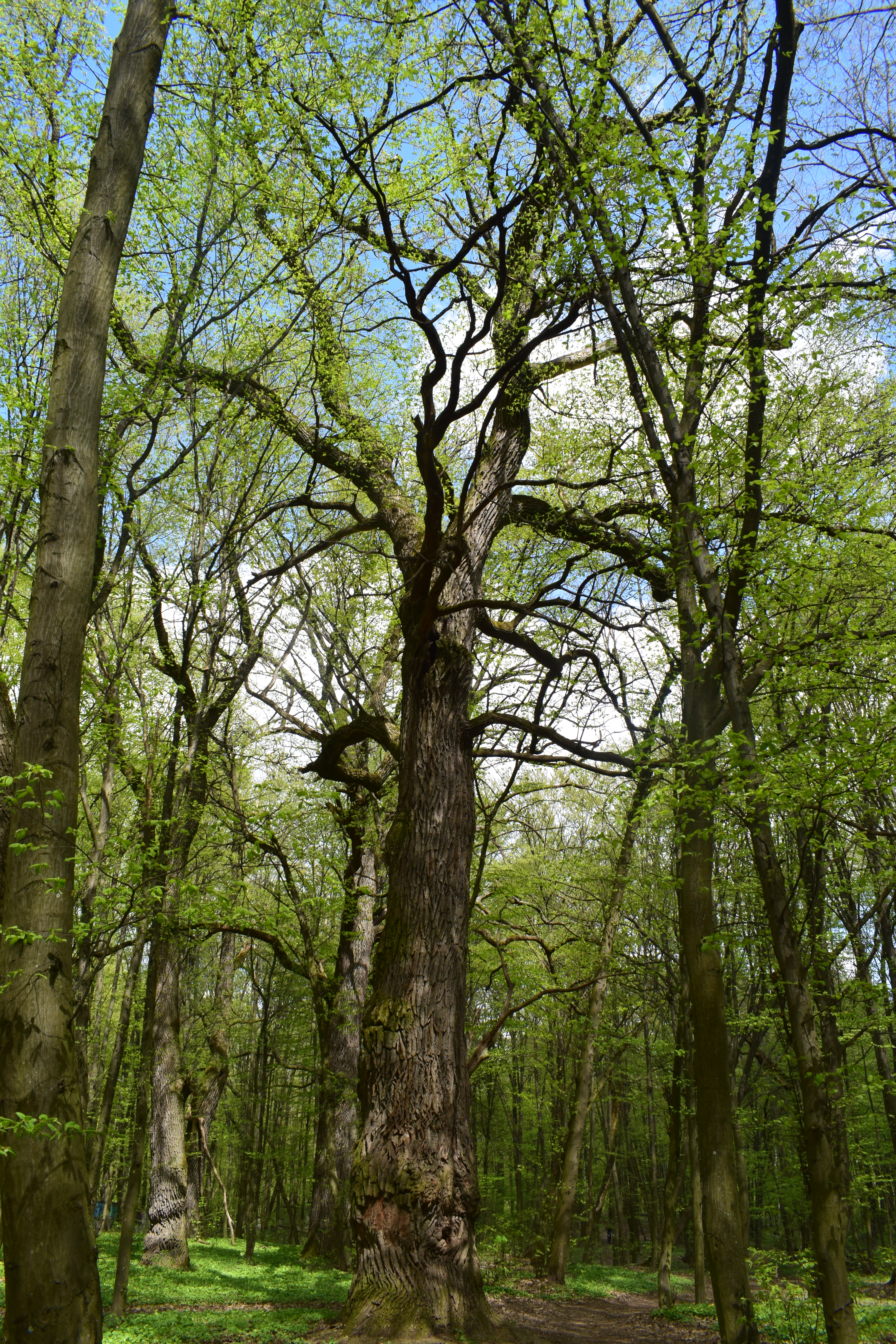
Перший дуб
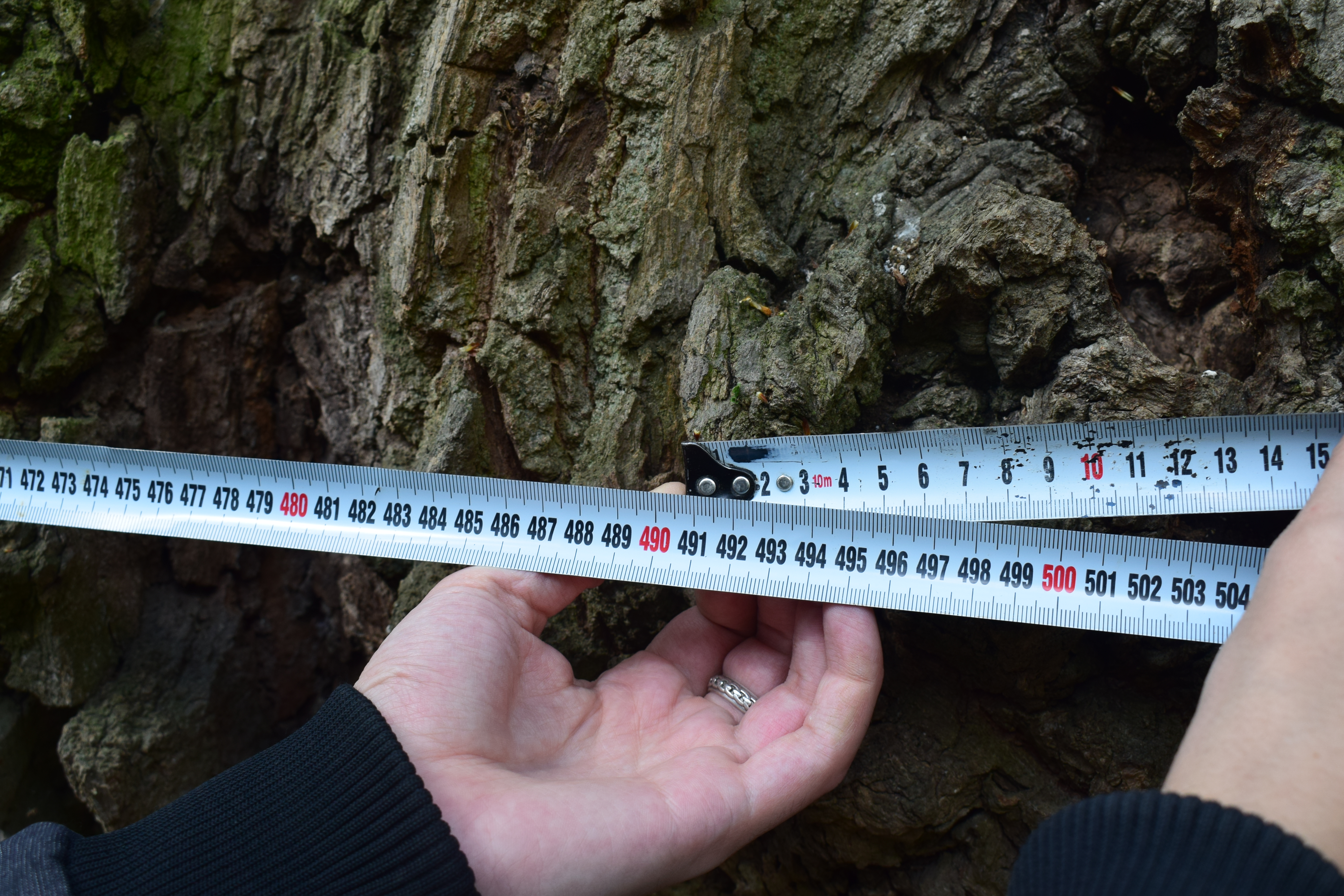
Обхват першого дуба
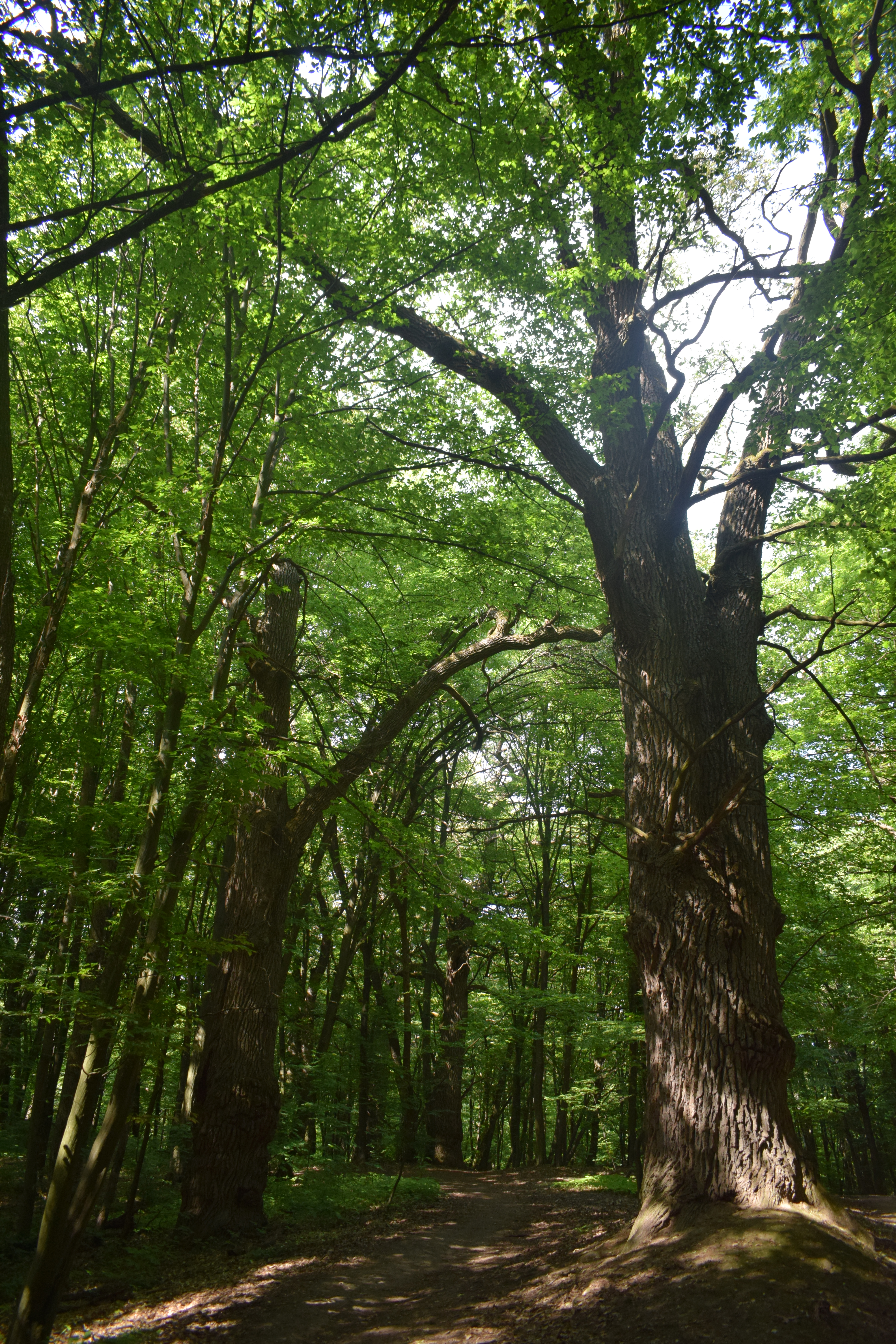
Другий дуб
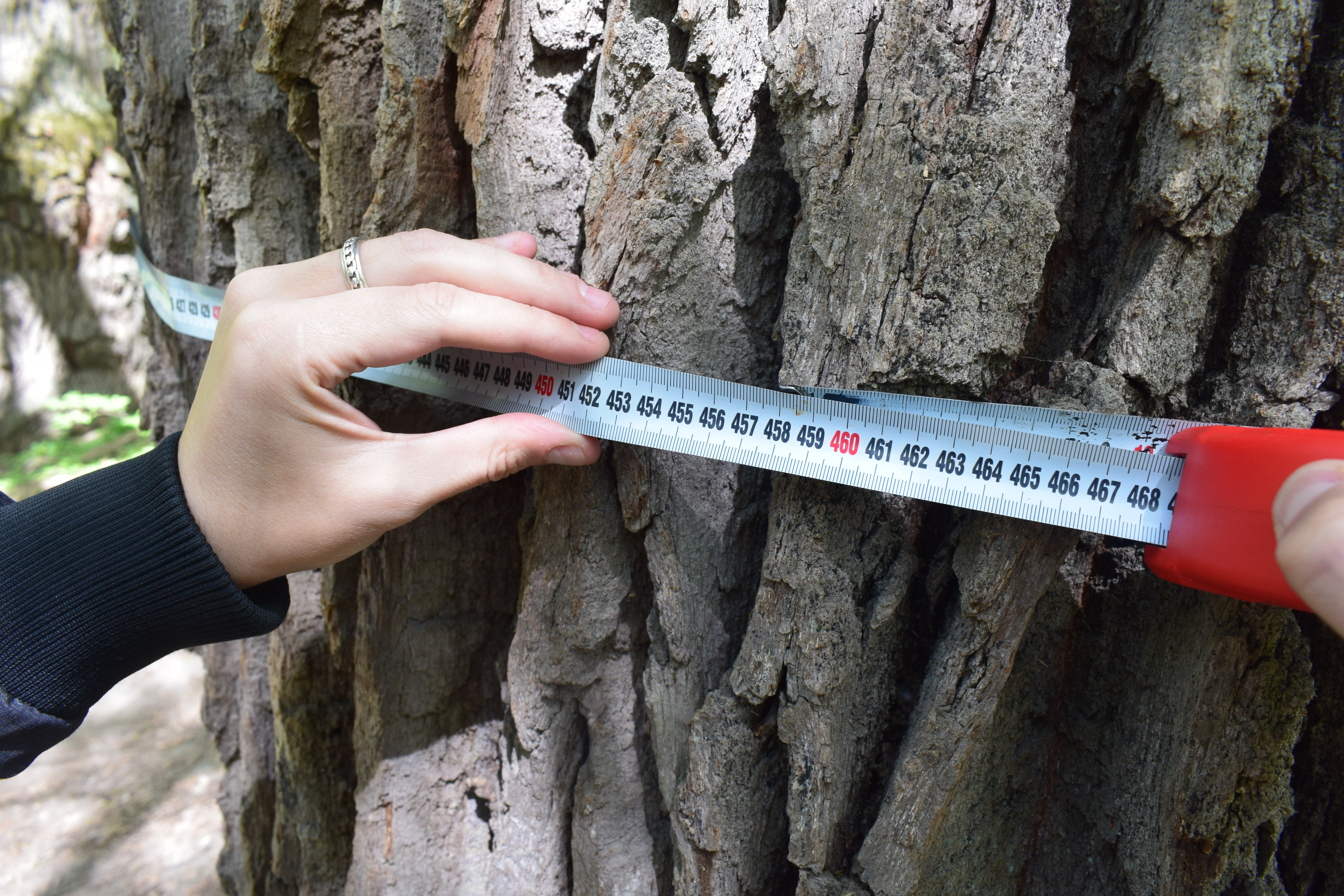
Обхват другого дуба
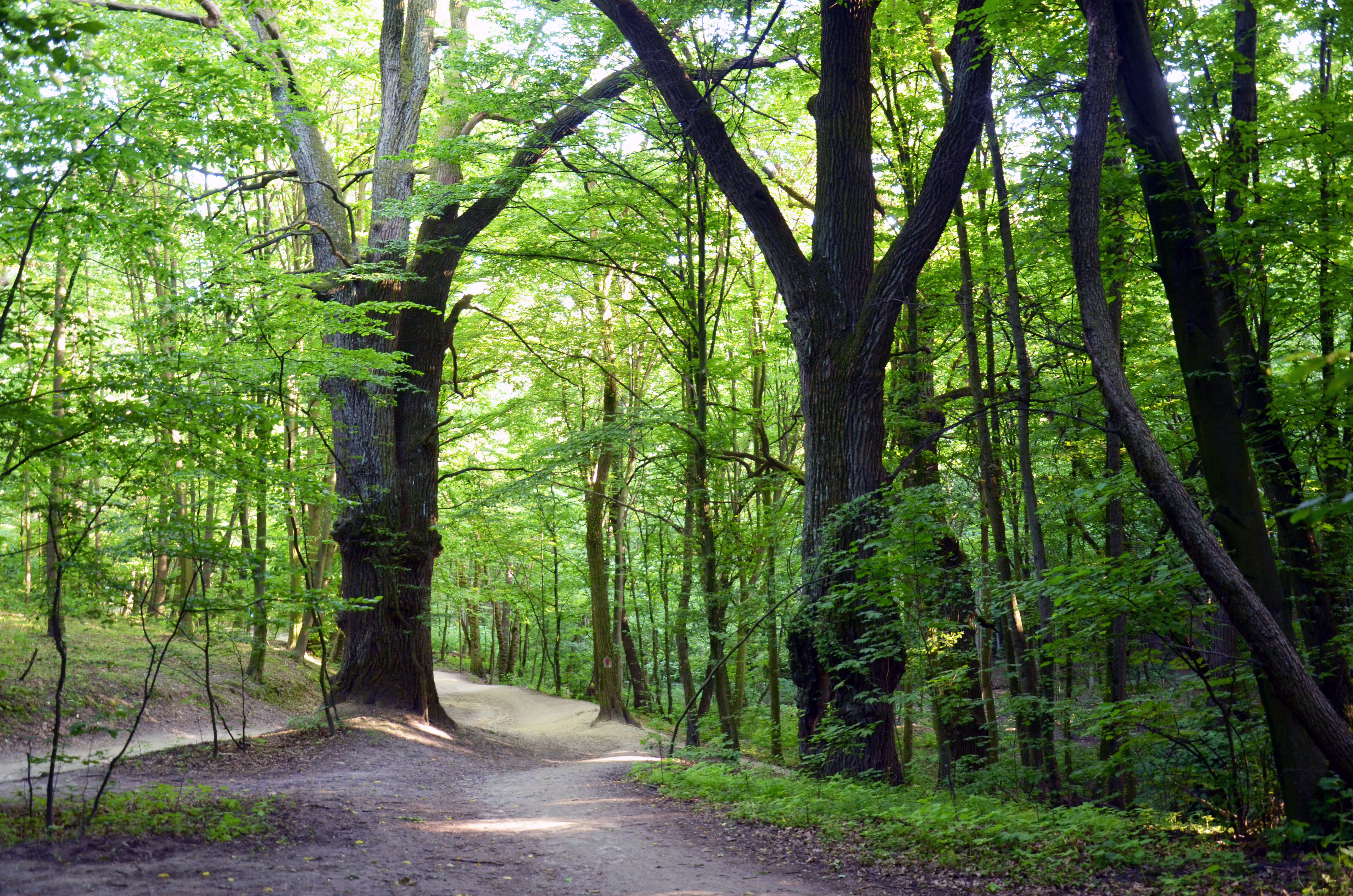